# Pharus (dierengeslacht)
Pharus is een geslacht van tweekleppigen uit de familie Pharidae.

## Soorten
- Pharus chenui Cosel, 1993
- Pharus legumen (Linnaeus, 1758)